# Horst Hartwich
Horst Wolfgang Hartwich (* 18. Mai 1924 in Berlin; † 20. Juli 2000 ebenda) war ein Gründungsmitglied der Freien Universität Berlin und der langjährige Leiter ihres Akademischen Außenamtes.

## Leben
Der Sohn eines Apothekers besuchte nach dem Abitur das Berliner Lessing-Gymnasium, von dem er jedoch im Frühjahr 1942 als „jüdisch Versippter“ verwiesen wurde; sein Vater war „Nichtarier“, seine Mutter „Arierin“. 
Er schlug sich mit Aushilfstätigkeiten durch, bis er Ende 1944 in ein Arbeitslager der Organisation Todt bei Zerbst zum Ausbau eines Flughafens zwangsverpflichtet wurde.
Nach Kriegsende holte Hartwich das Abitur nach und begann ein Medizinstudium an der Universität Unter den Linden. Gesellschaftspolitisch aktiv war er in der CDU, die er in den Westsektoren mitbegründet hatte.  Hartwich engagierte sich aber vor allem in der Studentenpolitik und er war einer der Redaktionsmitglieder der Studentenzeitschrift Colloquium, die mit amerikanischer Lizenz erstmals im Mai 1947 erschien. 
Als im Zuge des Kalten Krieges Pläne aufkamen, eine eigene Universität im Westteil der Stadt zu gründen, gehörte Hartwich zu den studentischen Aktivisten, die an führender Stelle den Aufbau der neuen Universität vorantrieben. In der ersten gewählten Studentenvertretung der Freien Universität wurde er Außenreferent und Sprecher im Senat. Parallel zum Medizin-Examen und der Promotion leitete er das Akademische Außenamt der Universität; zum Wintersemester 1953/1954 wurde er hauptamtlicher Geschäftsführer. 
Als „Außenminister“ der Universität setzte sich Hartwich über Jahre hinweg für ihre Einbindung in die Förderprogramme der Fulbright-Kommission und der Ford Foundation ein. Er pflegte enge Kontakte zu US-amerikanischen Hochschulen und kümmerte sich vor allem um die deutsch-amerikanischen Wissenschaftsbeziehungen. Es war Hartwich, der 1963 dem US-Präsidenten Kennedy ein Medaillon umhängte und ihn so zum Ehrenmitglied der Freien Universität machte.
Im Ruhestand blieb Horst Hartwich der Universität weiter verbunden, durch seine Tätigkeit als Geschäftsführer der Ernst-Reuter-Gesellschaft, im Deutsch-Amerikanischen Informationsbüro, als Mitglied der Stiftung „Luftbrückendank“ und als aktiver Zeitzeuge für die zeitgeschichtliche Forschung und auf Podien bei wissenschaftlichen Tagungen. Er war Träger des Bundesverdienstkreuzes 1. Klasse. Seine Ehefrau war die Schauspielerin Hannelore Minkus.